# Qualificazioni al campionato mondiale di calcio 1982 - AFC e OFC
Sono elencate di seguito le date e i risultati della zona asiatica (AFC) e oceanica (OFC) per le qualificazioni al mondiale del 1982.

## Formula
21 membri FIFA: si contendono 2 posti per la fase finale. L'Iran si ritira prima del sorteggio. Questa è l'ultima competizione nella quale l'AFC e l'OFC competono per gli stessi posti sotto un'unica qualificazione. Dall'edizione di Messico '86 le due confederazioni avranno due percorsi di qualificazione separati.
Rimangono quindi 20 squadre, per due posti disponibili. Le qualificazioni si dividono in due fasi:
- Prima Fase: 20 squadre, divisi in 4 gruppi, secondo regole diverse.

Gruppo 1: 5 squadre, giocano partite di andata e ritorno. La vincitrice si qualifica alla Seconda Fase.
Gruppo 2: 5 squadre, giocano partite di sola andata in Arabia Saudita. La vincitrice si qualifica alla Seconda Fase.
Gruppo 3: 4 squadre, giocano partite di sola andata in Kuwait. La vincitrice si qualifica alla Seconda Fase.
Gruppo 4: 6 squadre, giocano partite di sola andata per definire i gruppi A e B. Le 6 squadre così suddivise giocano partite di andata e ritorno a Hong Kong. Le prime due classificate dei gruppi A e B giocano partite di sola andata, la vincitrice si qualifica alla Seconda Fase.
- Seconda Fase: 4 squadre, giocano partite di andata e ritorno. Le prime due classificate si qualificano.

## Prima Fase (AFC-OFC)

### Gruppo 1 (AFC-OFC)
| Data             | Luogo     | Squadra 1     | Risultato | Squadra 2     |
| ---------------- | --------- | ------------- | --------- | ------------- |
| 25 aprile 1981   | Auckland  | Nuova Zelanda | 3 - 3     | Australia     |
| 3 maggio 1981    | Suva      | Figi          | 0 - 4     | Nuova Zelanda |
| 7 maggio 1981    | Taipei    | Taipei cinese | 0 - 0     | Nuova Zelanda |
| 11 maggio 1981   | Giacarta  | Indonesia     | 0 - 2     | Nuova Zelanda |
| 16 maggio 1981   | Sydney    | Australia     | 0 - 2     | Nuova Zelanda |
| 20 maggio 1981   | Melbourne | Australia     | 2 - 0     | Indonesia     |
| 23 maggio 1981   | Auckland  | Nuova Zelanda | 2 - 0     | Indonesia     |
| 30 maggio 1981   | Auckland  | Nuova Zelanda | 2 - 0     | Taipei cinese |
| 31 maggio 1981   | Suva      | Figi          | 0 - 0     | Indonesia     |
| 6 giugno 1981    | Suva      | Figi          | 2 - 1     | Taipei cinese |
| 10 giugno 1981   | Adelaide  | Australia     | 3 - 2     | Taipei cinese |
| 15 giugno 1981   | Giacarta  | Indonesia     | 1 - 0     | Taipei cinese |
| 28 giugno 1981   | Taipei    | Taipei cinese | 2 - 0     | Indonesia     |
| 26 luglio 1981   | Suva      | Figi          | 1 - 4     | Australia     |
| 4 agosto 1981    | Taipei    | Taipei cinese | 0 - 0     | Figi          |
| 10 agosto 1981   | Giacarta  | Indonesia     | 3 - 3     | Figi          |
| 14 agosto 1981   | Melbourne | Australia     | 10 - 0    | Figi          |
| 16 agosto 1981   | Auckland  | Nuova Zelanda | 13 - 0    | Figi          |
| 30 agosto 1981   | Giacarta  | Indonesia     | 1 - 0     | Australia     |
| 6 settembre 1981 | Taipei    | Taipei cinese | 0 - 0     | Australia     |

| Pos | Squadra       | Pti | G | V | N | P | GF | GS | DR  |
| --- | ------------- | --- | - | - | - | - | -- | -- | --- |
| 1   | Nuova Zelanda | 14  | 8 | 6 | 2 | 0 | 31 | 3  | +28 |
| 2   | Australia     | 10  | 8 | 4 | 2 | 2 | 22 | 9  | +13 |
| 3   | Indonesia     | 6   | 8 | 2 | 2 | 4 | 5  | 14 | -9  |
| 4   | Taipei cinese | 5   | 8 | 1 | 3 | 4 | 5  | 8  | -3  |
| 5   | Figi          | 5   | 8 | 1 | 3 | 4 | 6  | 35 | -29 |

 Nuova Zelanda qualificata alla Seconda Fase.

### Gruppo 2 (AFC)
| Data          | Luogo | Squadra 1      | Risultato | Squadra 2 |
| ------------- | ----- | -------------- | --------- | --------- |
| 18 marzo 1981 | Riad  | Iraq           | 1 - 0     | Qatar     |
| 19 marzo 1981 | Riad  | Bahrein        | 1 - 0     | Siria     |
| 21 marzo 1981 | Riad  | Arabia Saudita | 1 - 0     | Iraq      |
| 22 marzo 1981 | Riad  | Qatar          | 3 - 0     | Bahrein   |
| 24 marzo 1981 | Riad  | Arabia Saudita | 2 - 0     | Siria     |
| 25 marzo 1981 | Riad  | Iraq           | 2 - 0     | Bahrein   |
| 27 marzo 1981 | Riad  | Qatar          | 2 - 1     | Siria     |
| 28 marzo 1981 | Riad  | Arabia Saudita | 1 - 0     | Bahrein   |
| 30 marzo 1981 | Riad  | Iraq           | 2 - 1     | Siria     |
| 31 marzo 1981 | Riad  | Arabia Saudita | 1 - 0     | Qatar     |

| Pos | Squadra        | Pti | G | V | N | P | GF | GS | DR |
| --- | -------------- | --- | - | - | - | - | -- | -- | -- |
| 1   | Arabia Saudita | 8   | 4 | 4 | 0 | 0 | 5  | 0  | +5 |
| 2   | Iraq           | 6   | 4 | 3 | 0 | 1 | 5  | 2  | +3 |
| 3   | Qatar          | 4   | 4 | 2 | 0 | 2 | 5  | 3  | +2 |
| 4   | Bahrein        | 2   | 4 | 1 | 0 | 3 | 1  | 6  | -5 |
| 5   | Siria          | 0   | 4 | 0 | 0 | 4 | 2  | 7  | -5 |

 Arabia Saudita qualificata alla Seconda Fase.

### Gruppo 3 (AFC)
| Data           | Luogo             | Squadra 1     | Risultato | Squadra 2     |
| -------------- | ----------------- | ------------- | --------- | ------------- |
| 21 aprile 1981 | Madinat al-Kuwait | Corea del Sud | 2 - 1     | Malaysia      |
| 22 aprile 1981 | Madinat al-Kuwait | Kuwait        | 6 - 0     | Thailandia    |
| 24 aprile 1981 | Madinat al-Kuwait | Corea del Sud | 5 - 1     | Thailandia    |
| 25 aprile 1981 | Madinat al-Kuwait | Kuwait        | 4 - 0     | Malaysia      |
| 27 aprile 1981 | Madinat al-Kuwait | Malaysia      | 2 - 2     | Thailandia    |
| 29 aprile 1981 | Madinat al-Kuwait | Kuwait        | 2 - 0     | Corea del Sud |

| Pos | Squadra       | Pti | G | V | N | P | GF | GS | DR  |
| --- | ------------- | --- | - | - | - | - | -- | -- | --- |
| 1   | Kuwait        | 6   | 3 | 3 | 0 | 0 | 12 | 0  | +12 |
| 2   | Corea del Sud | 4   | 3 | 2 | 0 | 1 | 7  | 4  | +3  |
| 3   | Malaysia      | 1   | 3 | 0 | 1 | 2 | 3  | 8  | -5  |
| 4   | Thailandia    | 1   | 3 | 0 | 1 | 2 | 3  | 13 | -10 |

 Kuwait qualificata alla Seconda Fase.

### Gruppo 4 (AFC)

#### Partite per la classificazione
| Data             | Luogo     | Squadra 1      | Risultato | Squadra 2 |
| ---------------- | --------- | -------------- | --------- | --------- |
| 21 dicembre 1980 | Hong Kong | Cina           | 1 - 0     | Hong Kong |
| 22 dicembre 1980 | Hong Kong | Giappone       | 1 - 0     | Singapore |
| 22 dicembre 1980 | Hong Kong | Corea del Nord | 3 - 0     | Macao     |

Con questi risultati,  Cina,  Giappone e  Macao vengono inseriti nel gruppo A, mentre  Hong Kong,  Singapore e  Corea del Nord vengono inseriti nel gruppo B.

#### Gruppo A
| Data             | Luogo     | Squadra 1 | Risultato | Squadra 2 |
| ---------------- | --------- | --------- | --------- | --------- |
| 24 dicembre 1980 | Hong Kong | Cina      | 3 - 0     | Macao     |
| 26 dicembre 1980 | Hong Kong | Cina      | 1 - 0     | Giappone  |
| 28 dicembre 1980 | Hong Kong | Giappone  | 3 - 0     | Macao     |

| Pos | Squadra  | Pti | G | V | N | P | GF | GS | DR |
| --- | -------- | --- | - | - | - | - | -- | -- | -- |
| 1   | Cina     | 4   | 2 | 2 | 0 | 0 | 4  | 0  | +4 |
| 2   | Giappone | 2   | 2 | 1 | 0 | 1 | 3  | 1  | +2 |
| 3   | Macao    | 0   | 2 | 0 | 0 | 2 | 0  | 6  | -6 |

 Cina e  Giappone qualificate alle semifinali.

#### Gruppo B
| Data             | Luogo     | Squadra 1      | Risultato | Squadra 2      |
| ---------------- | --------- | -------------- | --------- | -------------- |
| 24 dicembre 1980 | Hong Kong | Hong Kong      | 1 - 1     | Singapore      |
| 26 dicembre 1980 | Hong Kong | Corea del Nord | 1 - 0     | Singapore      |
| 28 dicembre 1980 | Hong Kong | Hong Kong      | 2 - 2     | Corea del Nord |

| Pos | Squadra        | Pti | G | V | N | P | GF | GS | DR |
| --- | -------------- | --- | - | - | - | - | -- | -- | -- |
| 1   | Corea del Nord | 3   | 2 | 1 | 1 | 0 | 3  | 2  | +1 |
| 2   | Hong Kong      | 2   | 2 | 0 | 2 | 0 | 3  | 3  | 0  |
| 3   | Singapore      | 1   | 2 | 0 | 1 | 1 | 1  | 2  | -1 |

 Corea del Nord e  Hong Kong qualificate alle semifinali.

#### Semifinali
| Data             | Luogo     | Squadra 1      | Risultato | Squadra 2 |
| ---------------- | --------- | -------------- | --------- | --------- |
| 30 dicembre 1980 | Hong Kong | Corea del Nord | 1 - 0     | Giappone  |

| Data             | Luogo     | Squadra 1 | Risultato          | Squadra 2 |
| ---------------- | --------- | --------- | ------------------ | --------- |
| 31 dicembre 1980 | Hong Kong | Hong Kong | 0 - 0 4 - 5 d.c.r. | Cina      |

 Corea del Nord e  Cina qualificate alla finale.

#### Finale
| Data           | Luogo     | Squadra 1 | Risultato    | Squadra 2      |
| -------------- | --------- | --------- | ------------ | -------------- |
| 4 gennaio 1981 | Hong Kong | Cina      | 4 - 2 d.t.s. | Corea del Nord |

 Cina qualificata alla Seconda Fase.

## Seconda Fase (AFC-OFC)
| Data              | Luogo             | Squadra 1      | Risultato | Squadra 2      |
| ----------------- | ----------------- | -------------- | --------- | -------------- |
| 24 settembre 1981 | Pechino           | Cina           | 0 - 0     | Nuova Zelanda  |
| 3 ottobre 1981    | Auckland          | Nuova Zelanda  | 1 - 0     | Cina           |
| 10 ottobre 1981   | Auckland          | Nuova Zelanda  | 1 - 2     | Kuwait         |
| 18 ottobre 1981   | Pechino           | Cina           | 3 - 0     | Kuwait         |
| 4 novembre 1981   | Riad              | Arabia Saudita | 0 - 1     | Kuwait         |
| 12 novembre 1981  | Kuala Lumpur      | Cina           | 4 - 2     | Arabia Saudita |
| 19 novembre 1981  | Kuala Lumpur      | Cina           | 2 - 0     | Arabia Saudita |
| 28 novembre 1981  | Auckland          | Nuova Zelanda  | 2 - 2     | Arabia Saudita |
| 30 novembre 1981  | Madinat al-Kuwait | Kuwait         | 1 - 0     | Cina           |
| 7 dicembre 1981   | Madinat al-Kuwait | Kuwait         | 2 - 0     | Arabia Saudita |
| 14 dicembre 1981  | Madinat al-Kuwait | Kuwait         | 2 - 2     | Nuova Zelanda  |
| 19 dicembre 1981  | Riad              | Arabia Saudita | 0 - 5     | Nuova Zelanda  |

| Pos | Squadra        | Pti | G | V | N | P | GF | GS | DR  |
| --- | -------------- | --- | - | - | - | - | -- | -- | --- |
| 1   | Kuwait         | 9   | 6 | 4 | 1 | 1 | 8  | 6  | +2  |
| 2=  | Nuova Zelanda  | 7   | 6 | 2 | 3 | 1 | 11 | 6  | +5  |
| 2=  | Cina           | 7   | 6 | 3 | 1 | 2 | 9  | 4  | +5  |
| 4   | Arabia Saudita | 1   | 6 | 0 | 1 | 5 | 4  | 16 | -12 |

 Kuwait qualificato.  Nuova Zelanda e  Cina disputano uno spareggio.
| Data             | Luogo     | Squadra 1     | Risultato | Squadra 2 |
| ---------------- | --------- | ------------- | --------- | --------- |
| 27 dicembre 1981 | Singapore | Nuova Zelanda | 2 - 1     | Cina      |

 Nuova Zelanda qualificata.